# Андреас Иванчић
Андреас Иванчић (Ајзенштат, 15. октобар 1983) је аустријски фудбалер на позицији играча на средини терена који игра за ФК Викторија Плзењ.
Интернационално игра од 2003. године, заступао је Аустрију на Европском првенству у фудбалу 2008. године.

## Приватни живот
Иванчић долази из музичке породице и свира различите музичке инструменте у слободно време. Припада заједници Градишћанских Хрвата.

## Клупска каријера
Рођен у Ајзенштату, Иванчић је започео своју фудбалску каријеру као младић у локалном тиму свог града под називом АСК Баумгартен, где је провео девет година. Убрзо је ФК Рапид Беч открио његов таленат, и 1998. године потписао је свој први професионални уговор са Аустријским шампионима. Имао је само 16 година када је носио дрес свог тима током утакмице Аустријског купа против Рансхофена 26. октобра 1999. године. Његов први лигашки меч је био 2000. године против ФК Ред бул Салцбург. У 177 утакмица за Рапид Беч, Иванчић је постигао голове 27 пута, освајајући титулу аустријског шампиона током 2004—05. године. 2003. године изабран је за "аустријског фудбалера године".
У јануару 2006, Иванчић је прешао у ФК Ред бул Салцбург, а потом у грчки суперлигашки клуб ФК Панатинаикос у августу 2006. године на двогодишњу позајмицу. Иванчић је 20. јуна 2008. године потписао трајни уговор са Панатинаикосом.
Након три године у Грчкој са ФК Панатинаикосом отишао је 18. јула 2009. године на двогодишњу позајмицу са ФК Мајнц 05 с могућношћу да потпише трајни уговор на лето 2011. године. Мајнц је искористио ову уговорну опцију преурањено и потписао трајни уговор са Иванчићем у јануару 2011. године.
Дана 10. јуна 2013. Иванчић је напустио Мајнц и отишао у ФК Леванте. 31. августа 2013. године постигао свој први гол у Првој лига Шпаније у фудбалу, победнички гол са последњим ударцем где су 2-1 победили код куће ФК Рајо Ваљекано. Завршио је своју прву сезону у Шпанији са три гола у 29 утакмица, а последњи је био за победу од 2-0 над градским ривалом ФК Валенсија 10. маја 2014. године.
4. августа 2015. године потписао је уговор са ФК Сијетл саундерс у МЛС лиги. После повреде, његов деби је одложен до 13. септембра, где је помагао Обафеми Мартинсу да изједначе утакмицу против ФК Сан Хозе ертквејкси.

## Међународна каријера
Иванчић је дебитовао за Фудбалску репрезентацију Аустрије на пријатељском мечу фебруара 2003. године против Фудбалске репрезентације Грчке, где је био замена за Маркуса Вајсенберга. Учествовао је и на Европском првенству у фудбалу 2008. године. Зарадио је 69 наступа за Аустрију и постигао 12 голова.

## Статистика каријере

### Статистике клуба
Од 26. јуна 2016. године
| Клуб                    | Сезона                  | Лига                          | Лига     | Лига   | Куп      | Куп    | Континентал | Континентал | Друго1   | Друго1 | Тотал    | Тотал  | Реф.   |
| Клуб                    | Сезона                  | Лига                          | Утакмице | Голови | Утакмице | Голови | Утакмице    | Голови      | Утакмице | Голови | Утакмице | Голови | Реф.   |
| ----------------------- | ----------------------- | ----------------------------- | -------- | ------ | -------- | ------ | ----------- | ----------- | -------- | ------ | -------- | ------ | ------ |
| ФК Рапид Беч            | 1999–2000               | Бундеслига Аустрије у фудбалу | 1        | 0      | 0        | 0      | 0           | 0           | —        | —      | 1        | 0      | [ 10 ] |
| ФК Рапид Беч            | 2000–01                 | Бундеслига Аустрије у фудбалу | 14       | 2      | 2        | 0      | 2           | 0           | —        | —      | 18       | 2      | [ 10 ] |
| ФК Рапид Беч            | 2001–02                 | Бундеслига Аустрије у фудбалу | 24       | 1      | 1        | 0      | 5           | 0           | —        | —      | 30       | 1      | [ 10 ] |
| ФК Рапид Беч            | 2002–03                 | Бундеслига Аустрије у фудбалу | 36       | 5      | 0        | 0      | —           | —           | —        | —      | 36       | 5      | [ 10 ] |
| ФК Рапид Беч            | 2003–04                 | Бундеслига Аустрије у фудбалу | 25       | 7      | 2        | 1      | —           | —           | —        | —      | 27       | 8      | [ 10 ] |
| ФК Рапид Беч            | 2004–05                 | Бундеслига Аустрије у фудбалу | 29       | 5      | 3        | 1      | 4           | 0           | —        | —      | 36       | 6      | [ 10 ] |
| ФК Рапид Беч            | 2005–06                 | Бундеслига Аустрије у фудбалу | 18       | 5      | 0        | 0      | 8           | 0           | —        | —      | 26       | 5      | [ 10 ] |
| ФК Рапид Беч            | Тотал                   | Тотал                         | 147      | 25     | 8        | 2      | 19          | 0           | —        | —      | 174      | 27     | —      |
| ФК Ред бул Салцбург     | 2005–06                 | Бундеслига Аустрије у фудбалу | 12       | 1      | 0        | 0      | —           | —           | —        | —      | 12       | 1      | [ 10 ] |
| ФК Ред бул Салцбург     | 2006–07                 | Бундеслига Аустрије у фудбалу | 1        | 0      | 0        | 0      | 0           | 0           | —        | —      | 1        | 0      | [ 10 ] |
| ФК Ред бул Салцбург     | Тотал                   | Тотал                         | 13       | 1      | 0        | 0      | 0           | 0           | —        | —      | 13       | 1      | —      |
| ФК Панатинаикос         | 2006–07                 | Суперлига Грчке у фудбалу     | 0        | 0      | 1        | 0      | 7           | 0           | —        | —      | 8        | 0      | [ 10 ] |
| ФК Панатинаикос         | 2007–08                 | Суперлига Грчке у фудбалу     | 24       | 3      | 0        | 0      | 5           | 0           | 3        | 2      | 32       | 5      | [ 10 ] |
| ФК Панатинаикос         | 2008–09                 | Суперлига Грчке у фудбалу     | 17       | 3      | 0        | 0      | 6           | 1           | 1        | 0      | 24       | 4      | [ 10 ] |
| ФК Панатинаикос         | Тотал                   | Тотал                         | 41       | 6      | 1        | 0      | 18          | 1           | 4        | 2      | 64       | 9      | —      |
| ФК Мајнц 05             | 2009–10                 | Бундеслига Немачке у фудбалу  | 27       | 6      | 1        | 0      | —           | —           | —        | —      | 28       | 6      | [ 11 ] |
| ФК Мајнц 05             | 2010–11                 | Бундеслига Немачке у фудбалу  | 20       | 3      | 2        | 0      | —           | —           | —        | —      | 22       | 3      | [ 12 ] |
| ФК Мајнц 05             | 2011–12                 | Бундеслига Немачке у фудбалу  | 26       | 6      | 1        | 1      | 2           | 0           | —        | —      | 29       | 7      | [ 13 ] |
| ФК Мајнц 05             | 2012–13                 | Бундеслига Немачке у фудбалу  | 31       | 7      | 3        | 1      | —           | —           | —        | —      | 34       | 8      | [ 14 ] |
| ФК Мајнц 05             | Тотал                   | Тотал                         | 104      | 22     | 7        | 2      | 2           | 0           | —        | —      | 113      | 24     | —      |
| ФК Леванте              | 2013–14                 | Прва лига Шпаније у фудбалу   | 29       | 3      | 2        | 1      | —           | —           | —        | —      | 31       | 4      | [ 10 ] |
| ФК Леванте              | 2014–15                 | Прва лига Шпаније у фудбалу   | 20       | 1      | 0        | 0      | —           | —           | —        | —      | 20       | 1      | [ 10 ] |
| ФК Леванте              | Тотал                   | Тотал                         | 49       | 4      | 2        | 1      | —           | —           | —        | —      | 51       | 5      | —      |
| ФК Сијетл саундерс      | 2015                    | МЛС                           | 6        | 1      | 0        | 0      | 0           | 0           | 3        | 1      | 9        | 2      | [ 10 ] |
| Укупан тотал у каријери | Укупан тотал у каријери | Укупан тотал у каријери       | 360      | 59     | 18       | 5      | 39          | 1           | 7        | 3      | 415      | 66     | —      |

- 1.^  Укључује плеј оф супер лиге и МЛС плеј оф.

### Међународни голови
| #   | Датум             | Место                                      | Противник       | Скор | Резултат | Такмичење                                                          |
| --- | ----------------- | ------------------------------------------ | --------------- | ---- | -------- | ------------------------------------------------------------------ |
| 1.  | 11. октобар 2003  | Стадион Ернст Хапел, Беч                   | Чешка           | 2–1  | 2–3      | Квалификације за Европско првенство у фудбалу 2004. - Група 3      |
| 2.  | 4. септембар 2004 | Стадион Ернст Хапел, Беч                   | Енглеска        | 2–2  | 2–2      | Квалификације за Светско првенство у фудбалу 2006. - Група 6       |
| 3.  | 23. мај 2006      | Стадион Ернст Хапел, Беч                   | Хрватска        | 1–1  | 1–4      | Пријатељска утакмица                                               |
| 4.  | 7. фебруар 2007   | Национални стадион Та' Кали, Та' Кали      | Малта           | 1–1  | 1–1      | Пријатељска утакмица                                               |
| 5.  | 17. октобар 2007  | Стадион Нови Тиволи, Инзбрук               | Обала Слоноваче | 2–1  | 3–2      | Пријатељска утакмица                                               |
| 6.  | 26. март 2008     | Стадион Ернст Хапел, Беч                   | Холандија       | 1–0  | 3–4      | Пријатељска утакмица                                               |
| 7.  | 6. септембар 2008 | Стадион Ернст Хапел, Беч                   | Француска       | 3–1  | 3–1      | Квалификације за Светско првенство у фудбалу 2010 — УЕФА — група 7 |
| 8.  | 7. октобар 2011   | Далга Арена, Баку                          | Азербејџан      | 1–0  | 4–1      | Квалификације за Европско првенство у фудбалу 2012. - Група А      |
| 9.  | 29. фебруар 2012  | Вуртерзе стадион, Клагенфурт               | Финска          | 3–0  | 3–1      | Пријатељска утакмица                                               |
| 10. | 15. август 2012   | Стадион Ернст Хапел, Беч                   | Турска          | 2–0  | 2–0      | Пријатељска утакмица                                               |
| 11. | 22. март 2013     | Стадион Ернст Хапел, Беч                   | Фарска Острва   | 3–0  | 6–0      | Квалификације за Светско првенство у фудбалу 2014. - Група Ц       |
| 12. | 15. октобар 2013  | Стадион Торсволур, Торсхавн, Фарска Острва | Фарска Острва   | 1–0  | 3–0      | Квалификације за Светско првенство у фудбалу 2014. - Група Ц       |

### Статистике репрезентације
| Фудбалска репрезентација Аустрије | Фудбалска репрезентација Аустрије | Фудбалска репрезентација Аустрије |
| Година                            | Утакмице                          | Голови                            |
| --------------------------------- | --------------------------------- | --------------------------------- |
| 2003                              | 4                                 | 1                                 |
| 2004                              | 6                                 | 1                                 |
| 2005                              | 8                                 | 0                                 |
| 2006                              | 8                                 | 1                                 |
| 2007                              | 9                                 | 2                                 |
| 2008                              | 13                                | 2                                 |
| 2009                              | 1                                 | 0                                 |
| 2011                              | 3                                 | 1                                 |
| 2012                              | 7                                 | 2                                 |
| 2013                              | 7                                 | 2                                 |
| 2014                              | 3                                 | 0                                 |
| Укупно                            | 69                                | 12                                |

## Заслуге
ФК Рапид Беч
- Аустријски фудбалер године: 2003
- Бундеслига Аустрије у фудбалу: 2005

ФК Сијетл саундерс
- МЛС: 2016